# 1947 en arts plastiques
| Années des arts plastiques : 1944 - 1945 - 1946 - 1947 - 1948 - 1949 - 1950    |
| Décennies des arts plastiques : 1910 - 1920 - 1930 - 1940 - 1950 - 1960 - 1970 |

Cette page concerne l'année 1947 en arts plastiques.

## Œuvres
- 1946-1947 : De la danse, huile sur toile de Nicolas de Staël,
- Ressentiment, huile sur toile de Nicolas de Staël.
- Autoportrait à la pendule, huile sur toile de Marc Chagall.
- Les Grandes Sirènes, œuvre de Paul Delvaux.

## Naissances
- 22 mars : Rein Tammik, peintre estonien.
- 26 mars : Mor Faye, peintre abstrait sénégalais († 6 novembre 1984),
- 1er avril : Gino De Dominicis, peintre, sculpteur, philosophe et architecte italien († 29 novembre 1998),
- 3 avril : Giuseppe Penone, artiste contemporain italien,
- 17 avril : Souleymane Keita, peintre sénégalais († 19 juillet 2014),
- 30 mai : 
  - Orlan, artiste française,
  - Lilya Pavlovic-Dear, peintre, graveuse et photographe américaine de naissance yougoslave (aujourd'hui serbe),
- 19 juin : Marian Michalik, peintre polonais († 6 mars 1997),
- 24 juin : Armand Langlois, peintre plasticien et fresquiste français,
- 5 juillet : Dominique Philippe, peintre français installé en Belgique († 5 novembre 2023),
- 26 juillet : Wiesław Adamski, sculpteur polonais († 10 février 2017),
- 18 août : Gilbert Constantin, peintre et sculpteur suisse († 31 août 2010),
- 3 septembre : Jacques Sourth, peintre, affichiste, dessinateur et poète français († 12 septembre 2009),
- 30 octobre : Henri Guibal, peintre et graveur français,
- 3 novembre : Jean-Gabriel Montador, peintre français,
- 6 décembre : Henk van Woerden, écrivain et peintre néerlando-sud-africain  († 16 novembre 2005).
- 20 décembre : Ali Silem, peintre et graveur algérien.
- ? :
  - Rachid Koraichi, peintre et graveur algérien,
  - Jacob Yakouba, peintre sénégalais († 4 janvier 2014),
  - Luo Zhongli, peintre chinois de compositions animées.

## Décès
- 5 janvier : Emma Herland, peintre française (° 16 février 1855),
- 13 janvier : Georges Souillet, peintre français (° 26 novembre 1861),
- 17 janvier : Paul Emmanuel Legrand, peintre français (° 16 août 1860),
- 20 janvier : Maurice Grün, peintre russe naturalisé français (° 7 février 1870),
- 23 janvier : Pierre Bonnard, peintre français (° 3 octobre 1867),
- 24 janvier : Kitani Chigusa, peintre japonaise nihonga et professeure de peinture (° 17 février 1895),
- 4 février : Luigi Russolo, peintre et compositeur italien (° 30 avril 1885),
- 6 février : Jean Coraboeuf, peintre et graveur français (° 6 novembre 1870),
- 11 février : Henri-Émile Rogerol, peintre portraitiste, paysagiste, sculpteur et céramiste français (° 5 avril 1877),
- 13 février : Stanislas Ignace Fabijański, peintre, illustrateur et créateur d'affiches polonais (° 22 juillet 1865),
- 22 février : Marc Mouclier, peintre, décorateur, illustrateur et graveur français (° 19 janvier 1866),
- 24 février : Jeanne Labric, peintre et brodeuse d'art française (° 16 février 1861),
- 2 mars : Stanhope Forbes, peintre de genre britannique (° 18 novembre 1857),
- 4 mars : Sarkis Katchadourian, peintre persan d'origine arménienne (° 9 août 1886),
- 16 mars : Marie-Aimée Coutant, peintre française (° 13 janvier 1890),
- 18 mars : Edgar Chahine, peintre et graveur français d'origine arménienne (° 31 octobre 1874),
- 22 mars : Hiram Brülhart, peintre et dessinateur suisse (° 14 octobre 1878),
- 25 mars :
  - Joseph Milon, peintre et sculpteur français (° 11 septembre 1868),
  - Tan Ting-pho, peintre taïwanais (° 2 février 1895),
- 28 mars : José Roy, illustrateur français (° 25 août 1860),
- 6 avril : Matija Jama, peintre serbe puis yougoslave (° 4 janvier 1872),
- 24 avril : Giovanni Colmo, peintre italien (° 13 mai 1867),
- 27 avril : Heinrich Altherr, peintre suisse (° 11 juillet 1878),
- 2 mai : Stefan Bakałowicz, peintre polonais (° 17 octobre 1857),
- 11 mai : Jan Lavezzari, peintre français (° 3 janvier 1876),
- 13 mai : Frances Hodgkins, peintre néo-zélandaise (° 28 avril 1869),
- 6 juin : Hugues de Beaumont, peintre français (° 26 octobre 1874),
- 9 juin : Augusto Giacometti, peintre suisse (° 16 août 1877),
- 14 juin : Albert Marquet, peintre et dessinateur français (° 27 mars 1875),
- 26 juin : Léopold Lelée, peintre et illustrateur français (° 13 décembre 1872),
- 27 juin : Marie-Louise Pichot, peintre française (° 1er janvier 1885),
- 30 juin : Pierre Savigny de Belay, peintre français (° 12 décembre 1890),
- 8 juillet : Marcel-Gaillard, peintre, graveur, illustrateur français (° 17 juin 1886),
- 10 juillet : Dominique Frassati, peintre français (° 29 mars 1896),
- 11 juillet : Charles Frederick Goldie, peintre néo-zélandais (° 20 octobre 1870),
- 21 juillet : Léon Gaudeaux, peintre français (° 10 avril 1893),
- 27 juillet : Eugène Alluaud, peintre et céramiste français (° 25 mars 1866),
- 30 juillet :
  - Charles Atamian, peintre français d'origine arménienne (° 18 septembre 1872),
  - Fédir Krytchevsky, peintre moderniste russe puis soviétique (° 22 mai 1879),
- 5 août : Georges Capgras, peintre français (° 16 mai 1866),
- 9 août : Serafima Blonskaïa, peintre et professeur d'art russe puis soviétique (° 3 octobre 1870),
- 17 août :
  - Eugène de Suède, prince suédois et norvégien et duc de Närke, peintre et graveur (° 1er août 1865),
  - Adrien Ouvrier,  peintre français (° 4 mars 1890),
- 19 août : Oskar Moll, peintre allemand (° 21 juillet 1875),
- 7 septembre : Paul Bocquet, peintre français (° 17 octobre 1868),
- 8 septembre : Mary Young Hunter, peintre néo-zélandaise (° 11 avril 1872),
- 13 septembre : Albert Sirk, peintre, graphiste et illustrateur austro-hongrois puis yougoslave (° 26 mai 1887),
- 15 septembre : Ferdinand Sinet, peintre, portraitiste et portraitiste canin français (° 15 mai 1862),
- 20 septembre : Lucien Jonas, peintre français (° 8 avril 1880),
- 27 septembre : Maurice Asselin, peintre et graveur français (° 24 juin 1882),
- 28 septembre : Jan Zoetelief Tromp, peintre néerlandais (° 13 décembre 1872),
- 13 octobre : Jules Vandievoet, peintre décorateur de théâtre et régisseur belge (° 1885),
- 27 octobre :
  - Luigi Gioli, peintre italien (° 16 novembre 1854),
  - Adolphe Péterelle, peintre français d'origine suisse (° 26 juin 1874),
- 31 octobre : Louis-François Biloul, peintre français (° 15 octobre 1874),
- 8 décembre : Blanche Hoschedé, peintre et modèle français (° 10 novembre 1865),
- 11 décembre : Maurice Chabas, peintre symboliste français (° 21 septembre 1862),
- 13 décembre : Nicolas Roerich, peintre russe (° 9 octobre 1874),
- 16 décembre : 
  - Charles Clair, peintre et graveur français (° 16 septembre 1860),
  - Gino Rossi, peintre italien (° 6 juin 1884),
- 18 décembre : Ernesto Aurini, peintre, photographe, dessinateur et caricaturiste italien (° 3 mai 1873),
- 20 décembre : Emmy Paungarten, peintre autrichienne (° 29 juillet 1874),
- 27 décembre : Eugène Martel, peintre français (° 13 décembre 1869),
- 30 décembre : Han van Meegeren, peintre néerlandais (° 10 octobre 1889),
- Date précise inconnue :
  - Marie Duret, peintre et pastelliste française (° 1872),
  - Bruno Guillermin, peintre français (° 1878),
  - Maurice Guiraud-Rivière, peintre, dessinateur et sculpteur français (° 10 février 1881),
  - Henry Tattegrain, peintre, aquarelliste, graveur et illustrateur français (° 1874).